# إريك يونغ (لاعب كرة قدم)
إيرك يونغ (بالإنجليزية: Eric Young)‏ (26 نوفمبر 1952 في المملكة المتحدة - ) هو لاعب كرة قدم بريطاني في مركز الوسط. لعب مع ستوكبورت كونتي ومانشستر يونايتد ونادي بيتربورو يونايتد ونادي والسول وويتبي تاون ‏ ودارلينجتون إف سى.

## وصلات خارجية
- اريك يونغ على موقع قاعدة بيانات كرة القدم.إي يو (الإنجليزية)